# Parti républicain (Pakistan)
Ne doit pas être confondu avec Jamhoori Wattan.
Le Parti républicain (anglais : Republican Party, ourdou : ریپبلکن پارٹی) est un parti politique pakistanais. Il a été fondé en octobre 1955, à la suite d'une dissidence d'homme politique de la Ligue musulmane.

## Historique
Alors que la Ligue musulmane domine la politique du Pakistan depuis sa fondation en 1947, le Parti républicain est fondé en octobre 1955 par des hommes politiques dissidents de la Ligue, notamment au sein de l'Assemblée constituante. Comme son nom l'indique, il est favorable à l'abolition du dominion du Pakistan et pour l'établissement d'une république, exigence qui sera concrétisée par la première Constitution de 1956.
Le parti a eu pour figure Khan Abdul Jabbar Khan, le Premier ministre Feroz Khan Noon, Fazal Elahi Chaudhry et Akbar Bugti, notamment.